# لاتروب
لاتروب (بالإنجليزية: Latrobe, Pennsylvania)‏ هي مدينة تقع في مقاطعة ويستمورلاند (بنسيلفانيا) بولاية بنسيلفانيا في الولايات المتحدة. تبلغ مساحة هذه المدينة (كم²)، بلغ عدد سكانها 8338 نسمة في عام 2010 حسب إحصاء مكتب تعداد الولايات المتحدة.

## التركيبة السكانية
حدّد مكتب تعداد الولايات المتحدة بيانات التركيبة السكانية للاتروب في تعداد الولايات المتحدة. في ما يلي، التركيبة السكانية حسب تعدادي 2000 و2010.

### تعداد عام 2000
بلغ عدد سكان لاتروب 8,994 نسمة بحسب تعداد عام 2000، وبلغ عدد الأسر 3,966 أسرة وعدد العائلات 2,457 عائلة مقيمة في المدينة. في حين سجلت الكثافة السكانية 1,499 نسمة لكل كيلومتر مربع (3,882.4/ميل2). وبلغ عدد الوحدات السكنية 4,258 وحدة بمتوسط كثافة قدره 709.7 لكل كيلومتر مربع (1,838.1/ميل2).
وتوزع التركيب العرقي للمدينة بنسبة 98.78% من البيض و0.32% من الأمريكيين الأفارقة و0.08% من الأمريكيين الأصليين و0.44% من الأمريكيين ذوي الأصول الآسيوية و0.07% من الأعراق الأخرى و0.31% من عرقين مختلطين أو أكثر و0.37% من الهسبانيون أو اللاتينيون من أي عرق.
بلغ عدد الأسر 3,966 أسرة كانت نسبة 26.8% منها لديها أطفال تحت سن الثامنة عشر تعيش معهم، وبلغت نسبة الأزواج القاطنين مع بعضهم البعض 48.1% من أصل المجموع الكلي للأسر، ونسبة 11% من الأسر كان لديها معيلات من الإناث دون وجود شريك، بينما كانت نسبة 2.9% من الأسر لديها معيلون من الذكور دون وجود شريكة وكانت نسبة 38% من غير العائلات. تألفت نسبة 34.1% من أصل جميع الأسر من عدة أفراد يعيشون في نفس المنزل ونسبة 17.9% كانت تتألف من شخص يعيش بمفرده يبلغ من العمر 65 عاماً أو أكثر. وبلغ متوسط حجم الأسرة المعيشية 2.22، أما متوسط حجم العائلات فبلغ 2.86.
بلغ العمر الوسطي للسكان 41.5 عاماً. وكانت نسبة 20.5% من القاطنين تحت سن الثامنة عشر، وكانت نسبة 6.7% بين الثامنة عشر والرابعة والعشرين عاماً، ونسبة 27.2% كانت واقعةً في الفئة العمرية ما بين الخامسة والعشرين والرابعة والأربعين عاماً، ونسبة 22.9% كانت ما بين الخامسة والأربعين والرابعة والستين، ونسبة 20.6% كانت ضمن فئة الخامسة والستين عاماً فما فوق. يوجد لكل 100 أنثى 88.8 ذكر، ويوجد لكل 100 أنثى في الثامنة عشر من عمرها فما فوق 84.1 ذكر.
بلغ متوسط دخل الأسرة في المدينة 33,268 دولارًا، أما متوسط دخل العائلة فبلغ 42,168 دولارًا. وكان متوسط دخل الذكور 31,802 دولارًا مقابل 22,227 دولارًا للإناث. وسجل دخل الفرد الخاص بالمدينة 18,208 دولارًا. وكانت نسبة 6.5% من العائلات ونسبة 9.4% من السكان تحت خط الفقر، وكان من هؤلاء نسبة 12% تحت سن الثامنة عشر ونسبة 7.6% في الخامسة والستين من العمر وما فوق.

### تعداد عام 2010
بلغ عدد سكان لاتروب 8,338 نسمة بحسب تعداد عام 2010، وبلغ عدد الأسر 3,786 أسرة وعدد العائلات 2,216 عائلة مقيمة في المدينة. في حين سجلت الكثافة السكانية 1,389.7 نسمة لكل كيلومتر مربع (3,599.3/ميل2). وبلغ عدد الوحدات السكنية 4,217 وحدة بمتوسط كثافة قدره 702.8 لكل كيلومتر مربع (1,820.2/ميل2).
وتوزع التركيب العرقي للمدينة بنسبة 97.46% من البيض و0.76% من الأمريكيين الأفارقة و0.13% من الأمريكيين الأصليين و0.60% من الأمريكيين ذوي الأصول الآسيوية و0.17% من الأعراق الأخرى و0.89% من عرقين مختلطين أو أكثر و0.71% من الهسبانيون أو اللاتينيون من أي عرق.
بلغ عدد الأسر 3,786 أسرة كانت نسبة 25.8% منها لديها أطفال تحت سن الثامنة عشر تعيش معهم، وبلغت نسبة الأزواج القاطنين مع بعضهم البعض 42.3% من أصل المجموع الكلي للأسر، ونسبة 11.9% من الأسر كان لديها معيلات من الإناث دون وجود شريك، بينما كانت نسبة 4.3% من الأسر لديها معيلون من الذكور دون وجود شريكة وكانت نسبة 41.5% من غير العائلات. تألفت نسبة 36.3% من أصل جميع الأسر من عدة أفراد يعيشون في نفس المنزل ونسبة 16.5% كانت تتألف من شخص يعيش بمفرده يبلغ من العمر 65 عاماً أو أكثر. وبلغ متوسط حجم الأسرة المعيشية 2.20، أما متوسط حجم العائلات فبلغ 2.86.
بلغ العمر الوسطي للسكان 43.6 عاماً. وكانت نسبة 20.7% من القاطنين تحت سن الثامنة عشر، وكانت نسبة 7.6% بين الثامنة عشر والرابعة والعشرين عاماً، ونسبة 23.7% كانت واقعةً في الفئة العمرية ما بين الخامسة والعشرين والرابعة والأربعين عاماً، ونسبة 28.6% كانت ما بين الخامسة والأربعين والرابعة والستين، ونسبة 19.4% كانت ضمن فئة الخامسة والستين عاماً فما فوق. وتوزع التركيب الجنسي للسكان بنسبة 47.5% ذكور و52.5% إناث.

## أعلام
- إدي بلير
- باول بلير
- داني تايلور
- فريد روجرز
- فرانسيس هارفي
- غريغوري إس. فوربس
- بونيفاس ويمر
- هاري ميلر
- جو بيج
- داريل دريك

## وصلات خارجية
- http://www.cityoflatrobe.com
- The US50 - Cities and Towns in Pennsylvania State

قالب:مدن بنسيلفانيا